# Australia en los Juegos Olímpicos de Los Ángeles 2028
Australia participará en los Juegos Olímpicos de Los Ángeles 2028. Responsable del equipo olímpico es el Comité Olímpico Australiano, así como las federaciones deportivas nacionales de cada deporte con participación.